# 逞強 / 我的人生可沒有在裝模作樣
《逞強 / 我的人生可沒有在裝模作樣》（背伸び / 伊達じゃないよ うちの人生は）是日本女子偶像組合Juice=Juice的第5张单曲，於2014年10月1日由hachama發售。

## 概要
- 《逞強 / 我的人生可沒有在裝模作樣》是Juice=Juice是第四張2A單曲。
- 此單曲有6個版本，分別有初回生產限定盤A、B、C、D和通常盤A、B。「初回生產限定盤A」和「初回生產限定盤C」收錄了《逞強》的PV和Making；「初回生產限定盤B」和「初回生產限定盤D」收錄了《我的人生可沒有在裝模作樣》的PV和Making。
- 10月13日於Oricon公信榜單曲週榜取得第4名。

## 收錄内容

### CD（初回生產限定盤A、C、通常盤A）
1. 逞強
（作詞、作曲：淳君 編曲：平田祥一郎）
2. 我的人生可沒有在裝模作樣
（作詞、作曲：淳君 編曲：平田祥一郎）
3. 逞強（Instrumental）
4. 我的人生可沒有在裝模作樣（Instrumental）

### CD（初回生產限定盤B、D、通常盤B）
1. 我的人生可沒有在裝模作樣
2. 逞強
3. 我的人生可沒有在裝模作樣（Instrumental）
4. 逞強（Instrumental）

### DVD

#### 初回生產限定盤A
1. 逞強（PV）

#### 初回生產限定盤B
1. 我的人生可沒有在裝模作樣（PV）

#### 初回生產限定盤C
1. 逞強（Dance Shot Ver.）
2. Making of

#### 初回生產限定盤D
1. 我的人生可沒有在裝模作樣（Dance Shot Ver.）
2. Making of

## 外部連結
- Juice=Juice官方網站 （页面存档备份，存于）（日語）
- 《逞強》MV （页面存档备份，存于）
- 《我的人生可沒有在裝模作樣》MV （页面存档备份，存于）